# David Paulsen
David Paulsen (nascut el 3 de març de 1946) és un guionista, director i productor de televisió estatunidenc, conegut pel seu treball al prime time de les telenovel·les de la dècada del 1980 Dallas (1980–1985, 1986–1988), Knots Landing (1980–1981, 1985–1986), i Dynasty (1988–1989). També va escriure i dirigir les pel·lícules slasher Savage Weekend (1976) i Schizoid (1980).